# Нейтири
Принцеса Нейтири те Цкаха Моат'ите е главната героиня в фентъзи поредицата „Аватар“.
В гората на луната Пандора Нейтири спасява от хищни вълци изгубилия се Джейк Съли. Тя се превръща в негов ментор и му помага да свърши няколко задачи, като впоследствие се влюбва в него. Нейтири се бие заедно с Джейк в нападението на Дървото на душите и го спасява, след като е убит от полковник Майлс Куорич.
Героинята е изиграна от Зоуи Салдана в „Аватар“ (2009) и продълженията „Аватар: Природата на водата“ (2022) и „Аватар 3“ (2024). Тя също така присъства и в литературни източници, като например комиксите на „Дарк Хорс Комикс“. Салдана получава наградата „Сатурн“ за най-добра женска роля.
В българските дублажи Нейтири се озвучава от Ани Василева във войсоувър дублажа на първия филм, записан в студио „Медиа Линк“ през 2014 г., и Ева Данаилова в нахсинхронните дублажи на двата филма в студио „Александра Аудио“ през 2022 г.